# Rancharia
Rancharia este un oraș în São Paulo (SP), Brazilia.